# Jugendherberge
Der Begriff Jugendherberge beschreibt im weiteren Sinne eine preisgünstige, einfache Herberge. Im engeren Sinne bezeichnet er in Deutschland eine Unterkunft des Deutschen Jugendherbergswerks (DJH), in Österreich des Österreichischen Jugendherbergverbands oder -werks und in der Schweiz eine Herberge der Schweizer Jugendherbergen. 
International ist die englische Bezeichnung Youth Hostel weit verbreitet. Jugendherbergsähnliche Einrichtungen, die nicht einem Landesverband des internationalen Jugendherbergsverbandes Hostelling International (HI) angeschlossen sind, werden international als Hostel bezeichnet.

## Jugendherbergen in Deutschland

### Geschichte

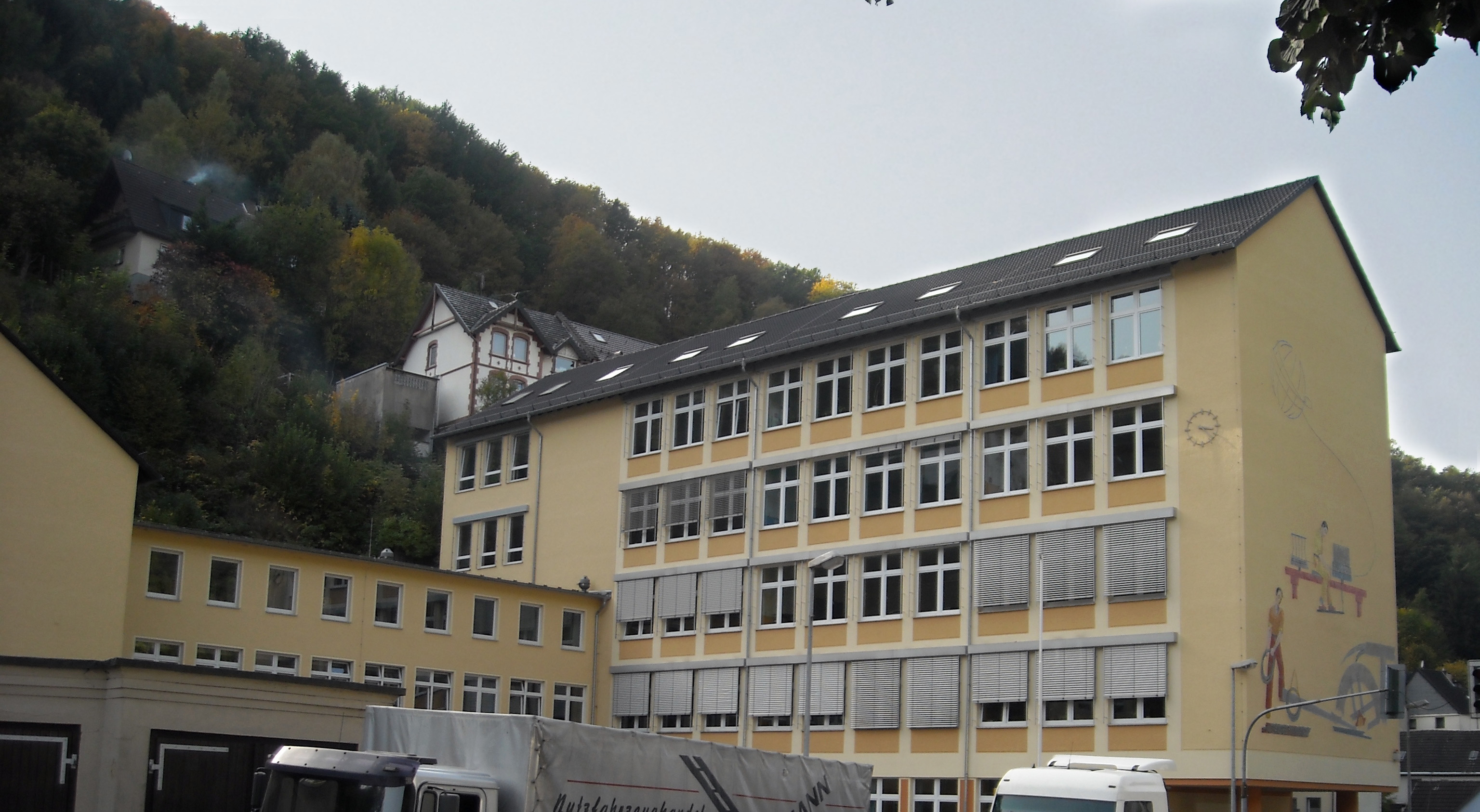
Die heutige Richard-Schirrmann-Realschule; hier entstand die erste, provisorische Jugendherberge.

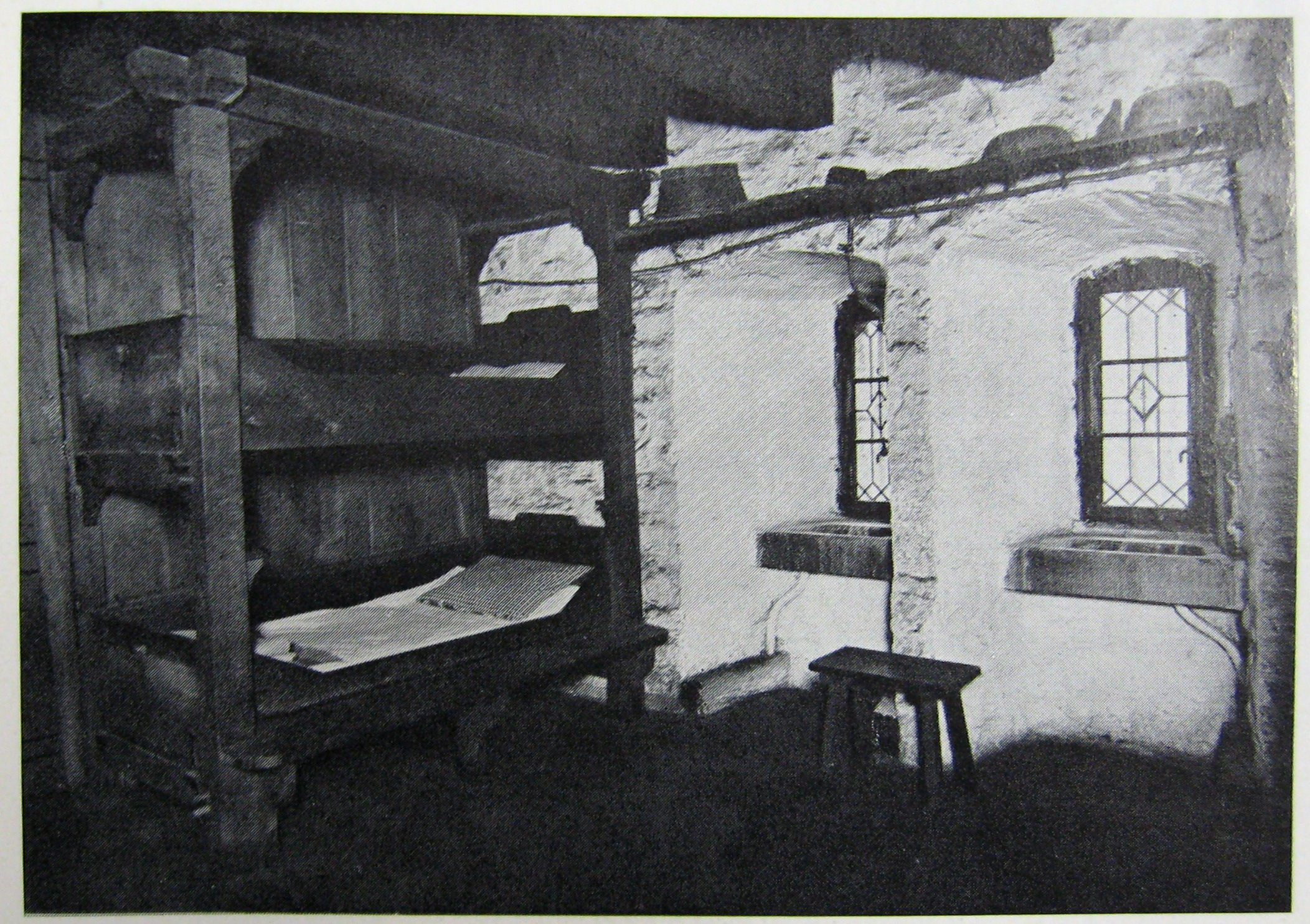
Zimmer der ersten Jugendherberge in der Burg Altena um 1910

Jugendherbergen entstanden ab Anfang des 20. Jahrhunderts im Zuge der Jugendbewegung als Unterkünfte für junge Menschen, Jugendgruppen und Schulklassen. Am 26. August 1909 hatte Richard Schirrmann, ein Lehrer an der heutigen Richard-Schirrmann-Schule in Altena, erstmals die Vision einer Jugendherberge. Die Idee wurde von ihm in seiner Schule 1911 realisiert. Dieses Provisorium wurde 1912 durch eine Jugendherberge auf der Burg Altena oberhalb der Stadt ersetzt, die heute als Teil der dortigen Museen im Original zu besichtigen ist. Daneben besteht in unmittelbarer Nähe eine Jugendherberge. 1911 gab es bereits 17 Jugendherbergen, 1921 etwa 1300 und 1928 rund 2200. Sie hatten häufig große Schlafsäle und wenige kleinere Zimmer für die Betreuer.
Während des Zweiten Weltkriegs waren viele Jugendherbergen beschädigt oder ganz zerstört worden. Entsprechend den Möglichkeiten der Nachkriegszeit wurden sie so weit wie möglich wiederhergestellt, nicht zuletzt da sie vor allem für Jugendgruppen nach wie vor eine gefragte Unterkunft waren. Im Laufe der Zeit stiegen mit dem zunehmenden Wohlstand allerdings auch die Anforderungen an die Jugendherbergen, wenn auch, bedingt durch die Hauptzielgruppe jugendlicher Gruppen, weniger stark als in regulären Hotels und anderen professionellen Beherbergungsbetrieben. Seit den 1990er Jahren haben sich allerdings viele Jugendherbergen dahingehend gewandelt, dass die früher üblichen Schlafsäle zugunsten kleinerer Zimmer mit vier bis sechs Betten aufgegeben wurden, vielfach wurde jedes Zimmer mit einem eigenen Waschraum und eigener Toilette ausgestattet.

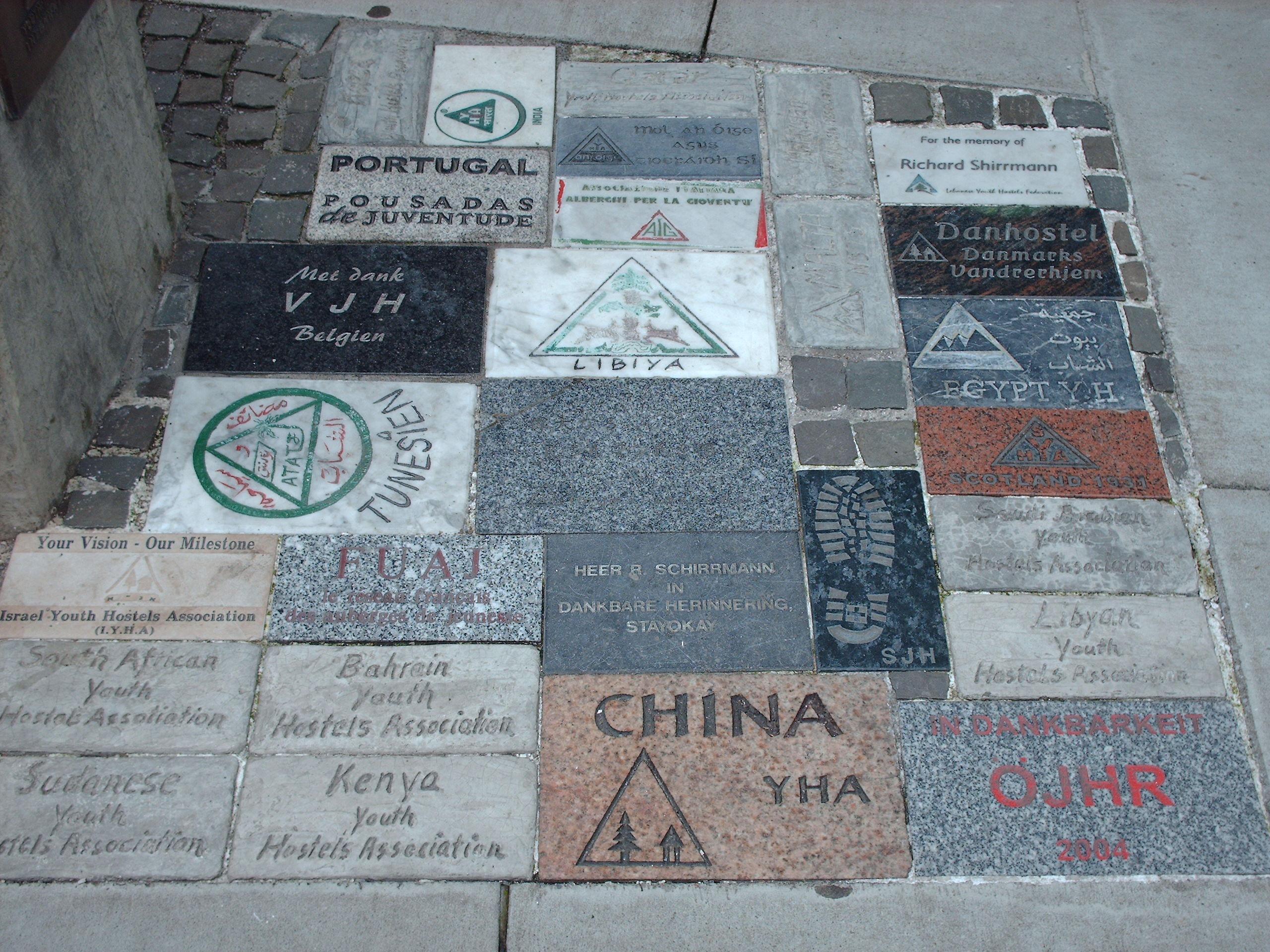
Dank an Richard Schirrmann aus aller Welt

Mit der reisenden Jugend überschritt die Idee rasch die nationalen Grenzen Deutschlands: Überall auf der Welt entstanden Youth Hostels, die heute unter dem Dach des Weltverbandes Hostelling International mit mehr als 60 nationalen Verbänden und über 2500 Jugendherbergen global zusammengefasst sind. Ideelle Zielsetzung ist unverändert seit fast einem Jahrhundert, neben der Förderung des Jugendreisens, das gemeinsame Eintreten für Frieden und Völkerverständigung durch den interkulturellen Austausch junger Menschen.

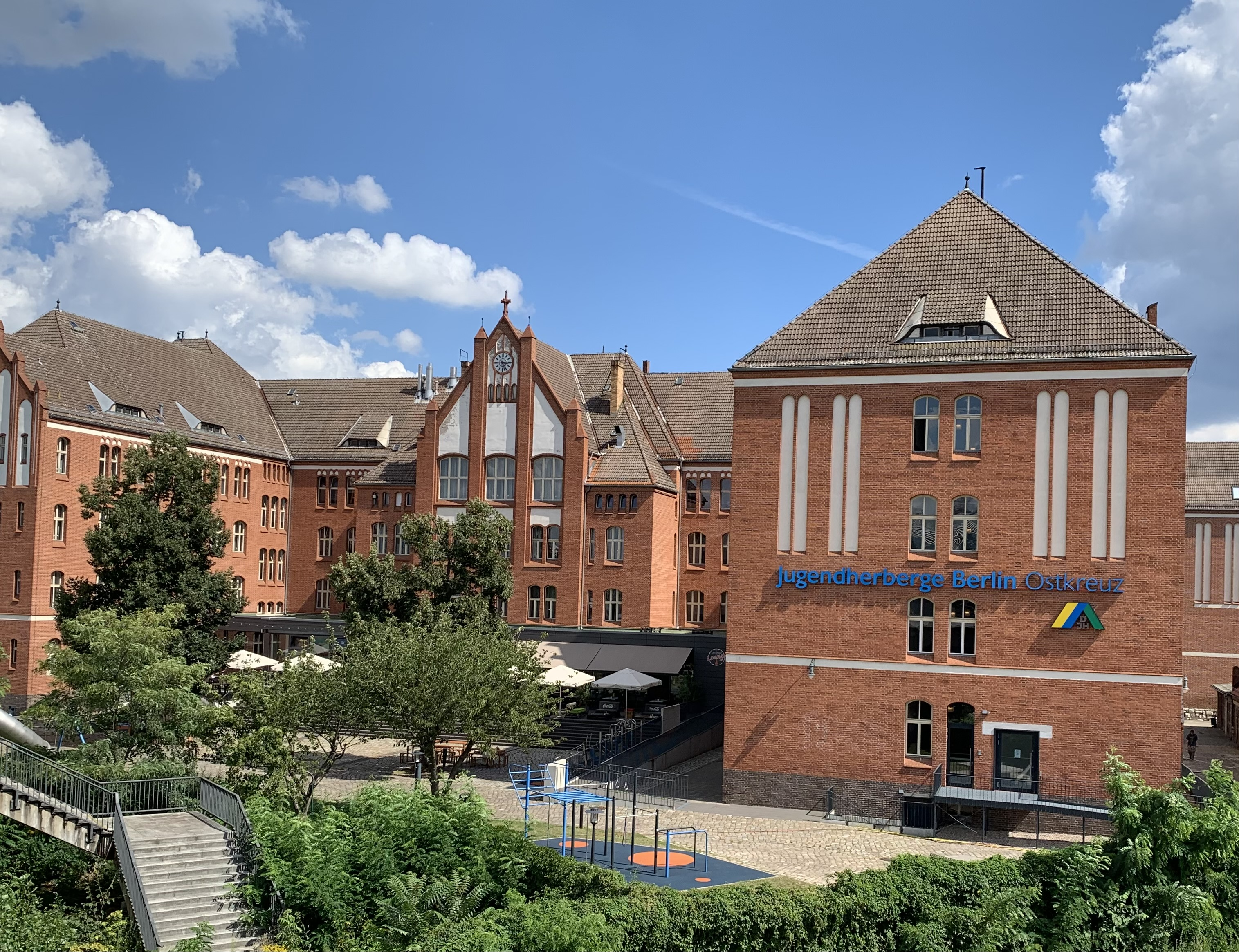
Jugendherberge in Berlin, 2024

Als Folge der im Zuge der Coronavirus-Pandemie beschlossenen Reisebeschränkungen und Beherbergungsverbote mussten im Frühjahr 2020 alle DJH-Jugendherbergen ihren Betrieb einstellen. Ausgenommen waren lediglich die Häuser, die Gäste aus zwingend notwendigen Zwecken aufnehmen konnten oder für temporäre Sondernutzungen (Obdachlosenunterkunft, Fieberambulanz, Frauenhaus u. a.) umfunktioniert wurden. 2019 konnte das DJH mit seinen rund 400 Häusern in 14 DJH-Landesverbänden noch rund 10 Millionen Übernachtungen verzeichnen. 2020 waren es nur noch rund 3,6 Millionen – ein Rückgang von 63 Prozent. Besonders schwer traf den gemeinnützigen Verband der fast gänzliche Wegfall von Klassenfahrten und anderen Gruppenaufenthalten, die bisher die größten Gästegruppen im DJH darstellten. Stärkste Gästegruppen in der möglichen Reisezeit 2020 waren Familien. In den Jahren nach dem Ende der Pandemie haben sich die Übernachtungszahlen in den rund 400 DJH-Jugendherbergen normalisiert – dies liegt vor allem an der flächendeckenden Rückkehr der Schul- und Klassenfahrten, die traditionell die größte Gästegruppe in Jugendherbergen darstellen. 2024 konnte das DJH rund 9 Millionen Übernachtungen zählen. Mit Stichtag 31. Dezember 2024 gehören 2.383.560 Menschen dem Deutschen Jugendherbergswerk e. V. als Mitglied an.

### Nutzergruppen/Altersgrenzen

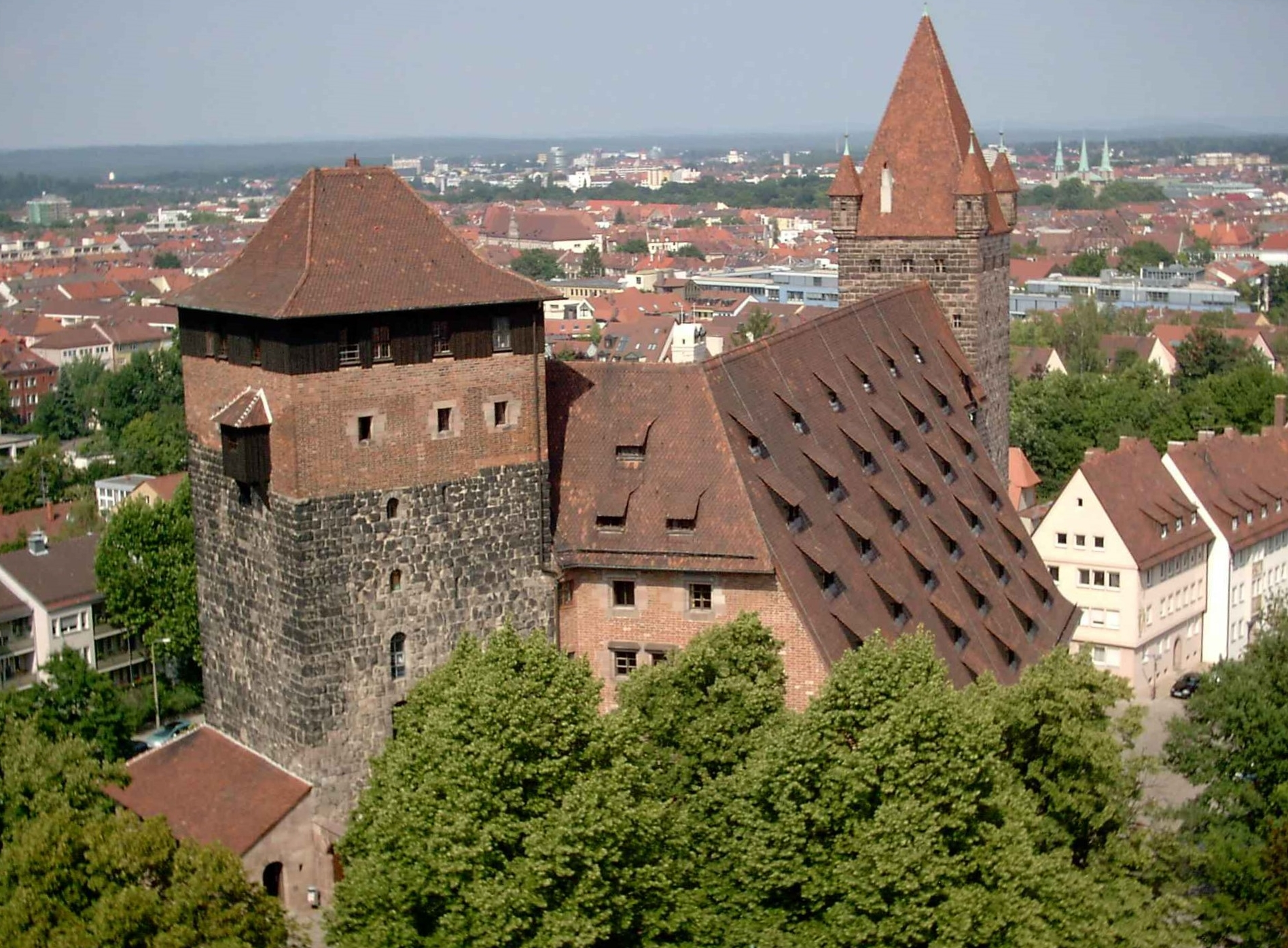
Jugendherberge Nürnberg

Zur Nutzung einer Jugendherberge ist die beitragspflichtige Mitgliedschaft im Deutschen Jugendherbergswerk zwingend erforderlich. Im Gegensatz zu Hostels ist ein Gelegenheitsaufenthalt oder eine Spontanübernachtung nur bei gleichzeitigem Eintritt in das DJH möglich.

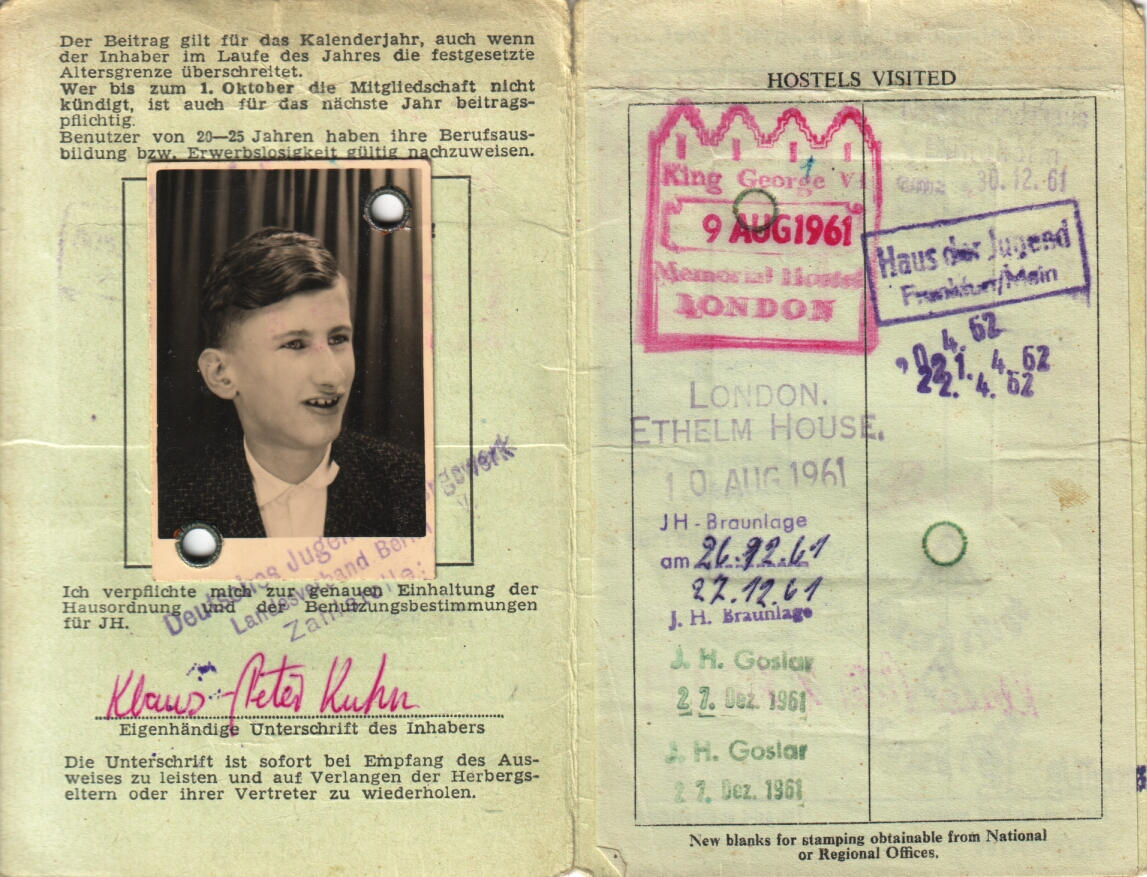
DJH-Ausweis von 1961 mit (Pflicht-)Stempeln der besuchten Herbergen

Auch heute werden Jugendherbergen noch häufig für Gruppenreisen von Jugendlichen wie zum Beispiel Klassenfahrten in Anspruch genommen. Es gibt aber auch ältere Gäste, viele Eltern bzw. Alleinerziehende mit Kindern, auch Senioren. In größeren Städten nutzen auch Geschäftsleute – beispielsweise Messebesucher – das Angebot der Jugendherbergen. Gründe dafür sind die günstigen Übernachtungspreise im Vergleich zum Hotel, aber auch der nähere Kontakt zu anderen Gästen und ein geselliger Umgang unter den Gästen. In den meisten Jugendherbergen gibt es daher heute auch kleinere so genannte „Familienzimmer“; einige Jugendherbergen haben die großen Schlafräume ganz abgeschafft. Viele Jugendherbergen stellen sich auch sonst auf ein gemischtes Publikum ein.
Seit dem Jahr 2005 dürfen auch in Bayern ältere Alleinreisende ab 27 Jahren in Jugendherbergen übernachten. Allerdings werden Jugendliche sowie Jugend- und Schülergruppen weiterhin vorrangig berücksichtigt. Der bayerische Landesverband des DJH begründet dies mit der Zweckbindung von Investitionszuschüssen der bayerischen Staatsregierung an den Landesverband. Zudem sei eine „direkte Konkurrenz zum kommerziellen Beherbergungsgewerbe […] aufgrund der direkten und indirekten Subventionen nicht zu vertreten“.
Bei internationalen Hostels ist die Nutzergruppe sowie eine etwaige Altersbeschränkung abhängig von der Art des Hostels und den dort festgelegten Regeln. Ein Teil der Unterkünfte nutzt eine strikte Unter-35-Jahre-Regelung, während andere Hostels die Räume nach dem Alter aufteilen. Eine einheitliche Vereinbarung gibt es nicht.

### Ausstattung
Jugendherbergen besitzen immer Gemeinschaftseinrichtungen wie Speiseraum, Bistro oder Cafeteria, Sporteinrichtungen, Aufenthaltsräume und ähnliches und werben manchmal mit besonderen Angeboten und Ausstattungen wie Tagungs- und Seminarräumen, einer besonderen Eignung für Familien oder speziellen Kursangeboten (z. B. Erlebnispädagogik, Sprachkurse).
Insbesondere bei den Jugendherbergen im ländlichen Raum befinden sich ein großes Gelände mit Spielplatz, Sportmöglichkeiten (Fußballplatz, Basketballplatz, Tischtennis, Volleyballfeld etc.) und meist auch einem Grill- und Lagerfeuerplatz direkt am Haus, durch Kontakte mit örtlichen Vereinen ergeben sich üblicherweise auch Möglichkeiten, kommunale Sporteinrichtungen zu nutzen.
Ein besonderer Schwerpunkt bei Investitionen in die Gebäude wurde in den letzten Jahrzehnten sowohl in die Schaffung von Zimmern mit geringerer Bettenanzahl als auch im Bereich der Sanitärausstattung gesetzt. Deshalb gibt es inzwischen in vielen Jugendherbergen auch sehr gut ausgestattete Zwei- und Vierbettzimmer mit Dusche und Toilette.
Eine Jugendherberge ist kein Hotel. Die Gäste beziehen ihre Betten selbst und ziehen diese vor der Abreise wieder ab. Handtücher sind in der Regel selbst mitzubringen oder können gegen ein geringes Entgelt gemietet werden. In einigen Häusern gibt es am Tag eine Schließzeit von einigen Stunden, die vor allem für die notwendigen Reinigungsarbeiten der sanitären Räume genutzt wird.

### Qualitätssteigerung

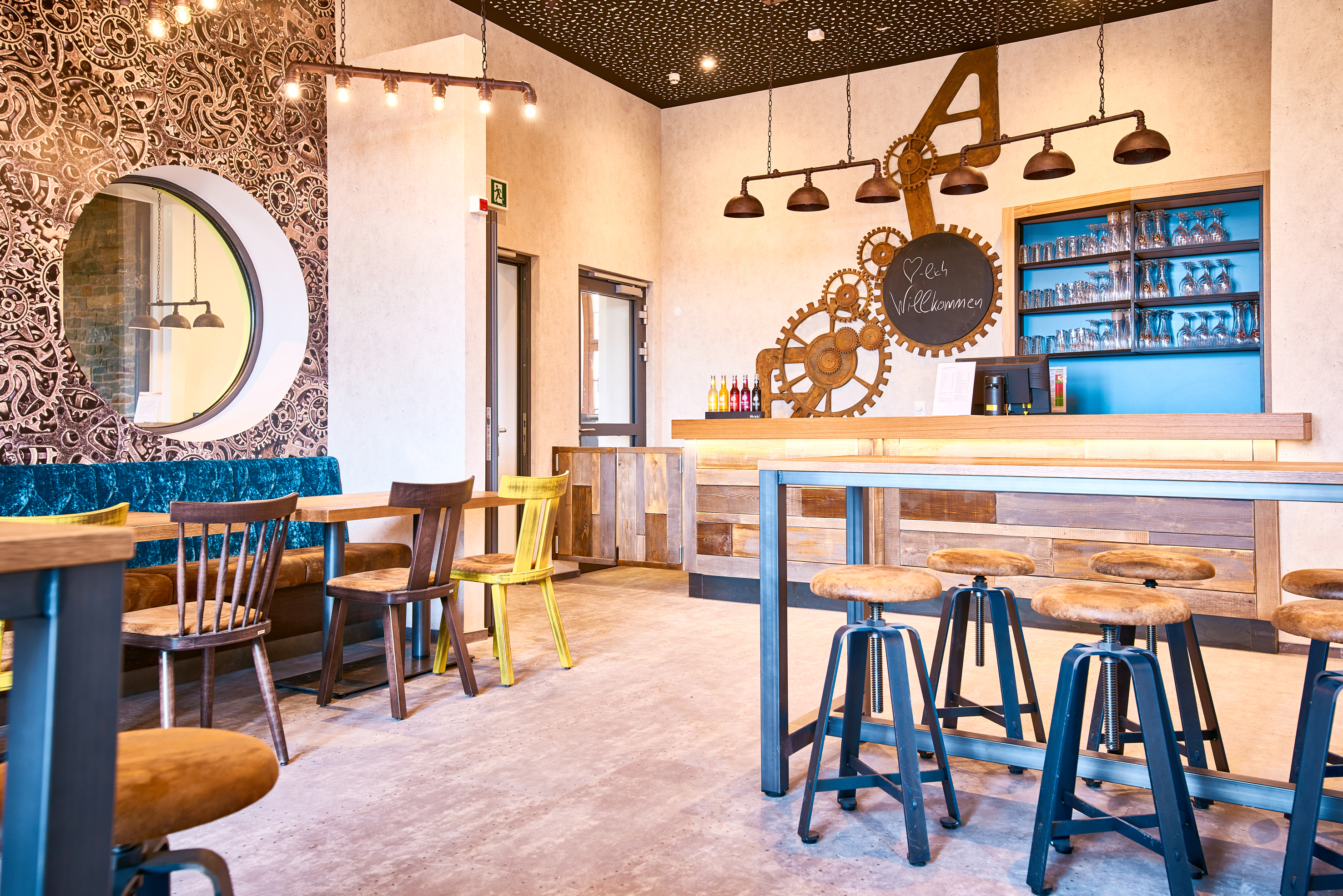
Moderner Aufenthaltsraum, 2020

Seit vielen Jahren und an vielen Orten wird die Qualität von Jugendherbergen verbessert. Viele Jugendherbergen, vor allem in Großstädten, wurden vollständig renoviert oder neu gebaut und weisen nun einen hohen Komfort auf. 2025 eröffnet das DJH vier komplett neue Jugendherbergen und zwar in Gotha, Marburg, Idar-Oberstein sowie Traben-Trarbach.
Parallel mit dem Ansteigen des Niveaus wurden auch die Übernachtungskosten angepasst. Im Jahr 2025 kostet eine günstige Übernachtung in einer DJH-Jugendherberge ab 22,40 € (inklusive Frühstück) im Mehrbettzimmer. Für Kinder gelten ermäßigte Sätze. Eine warme Mahlzeit kostet zwischen 4 und 5 Euro, ein Lunchpaket weniger.

### Pädagogisches Angebot
Ein wesentlicher Unterschied zwischen Jugendherbergen und kommerziellen Einrichtungen, wie beispielsweise Hotels, Pensionen oder Campingplätze, liegt in der pädagogischen Ausrichtung von Jugendherbergen als Partner der Jugendarbeit und der Schulen. Neben dem Unterhalt von Gemeinschaftseinrichtungen und -unterkünften unterstützen die Jugendherbergen Lehrer und Jugendgruppenleiter mit Hilfe von Programmangeboten bei der Einübung sozialen Lernens in der Schulklasse beziehungsweise Gruppe. Ferner gibt es ein so genanntes Leiterzimmer, in dem sich die Gruppenleiter und Lehrer treffen können, um gemeinsam Ideen und Konzepte auszutauschen.
An einigen Standorten werden zur Profilierung der Jugendherberge fachliche Schwerpunkte der erlebnis- oder freizeitpädagogischen Jugendarbeit gesetzt, mit Bildungsprofilen wie Umwelt-Jugendherbergen, Kultur-Jugendherbergen oder Aktiv und Fit-Jugendherbergen. Jugendherbergen werden so zu Spiel- und Entfaltungsräumen für Kinder, Jugendliche und junge Erwachsene.
Vor Ort wird die sozialpädagogische Arbeit der Jugendherbergen unterstützt durch Kooperationen mit lokalen Trägern der Jugendhilfe, der freien und verbandlichen Jugendarbeit und der Schulen, sowie durch ehrenamtliche Helfer. Auch aktuelle gesellschaftliche Themen werden in der werteorientierten Arbeit der DJH-Jugendherbergen aufgenommen. So gibt es beispielsweise Angebote zur Mobbing-Prävention, dem Umgang mit Social Media, der Demokratiebildung oder zur Gedenkstättenpädagogik.

### Organisation
In Deutschland sind rund 400 Jugendherbergen im Deutschen Jugendherbergswerk (DJH), einem gemeinnützigen eingetragenen Verein, organisiert und arbeiten nach einheitlichen Qualitätsstandards. Dieser „Hauptverband“ ist selbst nicht Eigentümer von Jugendherbergen, sondern sorgt für die ideelle Einheit, führt
Zertifizierungsverfahren
durch (z. B. für Studienplätze), organisiert den internationalen Austausch mit anderen Jugendherbergsverbänden, schult die Jugendherbergsmitarbeiter in Leitungsfunktionen und übernimmt zentrale Verwaltungsaufgaben für die ebenfalls gemeinnützigen Landesverbände.
Betreiber und meist auch Eigentümer der einzelnen Jugendherbergen sind die 14 Landesverbände des DJH, hinzu kommen eine Reihe freier Träger, oftmals Gemeinden, Städte oder Jugendverbände, die ihre Häuser nach den Bedingungen des DJH als Jugendherberge zur Verfügung stellen.
Nach der Feuerwehr, dem Technischen Hilfswerk, dem Deutschen Roten Kreuz, dem Weißen Ring und den Johannitern belegt das DJH in der Studie GemeinwohlAtlas 2019 den 6. Platz von insgesamt 137 abgebildeten Organisationen. In der ersten Studie von 2015 rangierte das DJH auf Platz 8.

### Die Marke „Jugendherberge“
Der Schutz des Begriffs „Jugendherberge“ als Wortmarke des Deutschen Jugendherbergswerks (DJH) war jahrelang umstritten. Das DJH hatte die Marke im Jahr 1998 eintragen lassen.
So hat das Oberlandesgericht München im April 2005 einem Unterlassungsanspruch des DJH gegen einen Münchener Hostelier Recht gegeben. Dieser hatte Werbung im Internet mit dem Wort „Jugendherberge“ betrieben. Die Richter waren der Auffassung, dieses Verhalten sei nach dem Markenrecht sittenwidrig, irreführend und fange Kunden ab (AZ. 29 U 5753/04).
Nach fünf Jahren Rechtsstreit zwischen dem Kläger A&O Hotels and Hostels und dem DJH ordnete das Bundespatentgericht (Az.: 25 W(pat) 8/06) im Januar 2009 an, die Marke „Jugendherberge“ zu löschen. Hiergegen hat das DJH Beschwerde beim Bundesgerichtshof eingereicht, so dass der Name zunächst weiter geschützt blieb und der Rechtsstreit in eine neue Runde ging. Mit einem Beschluss vom BGH vom 17. September 2009 wurde die Beschwerde des DJH abgelehnt. Die Marke Jugendherberge ist damit endgültig gelöscht.
Das DJH berief sich darauf, die Bezeichnung in die deutsche Sprache eingeführt zu haben und den Begriff nur für die eigenen Unterkünfte verwenden zu wollen, die hohen Qualitätsanforderungen entsprechen. Der Kläger war der Meinung, dass der Begriff ein allgemein beschreibender Teil der deutschen Sprache geworden ist. Insbesondere ergebe die Suche im Wörterbuch für den englischen Begriff „youth hostel“ stets die Übersetzung „Jugendherberge“, so dass private Anbieter benachteiligt seien.

## Wirtschaftsmodell
Jugendherbergen werden als gemeinnützig anerkannt und müssen weder Körperschaftssteuer noch Gewerbesteuern zahlen. Auch im Umsatzsteuergesetz werden sie von der Steuer ausgenommen, da sie als freie Träger der Jugendhilfe öffentliche Aufgaben wahrnehmen.
Da sich die Häuser des Deutschen Jugendherbergswerks nur noch wenig von denen ähnlicher, privater Unternehmen unterscheiden und die Preise gelegentlich sogar höher liegen als bei privatwirtschaftlich geführten Beherbergungsbetrieben, gibt es vielfach Kritik an ihrer bevorzugten Stellung. Dies gilt besonders, seit sich um die Jahrtausendwende viele neue Jugendunterkünfte (Hostels) in Deutschland etabliert haben.
Gleichzeitig verhalten sich die Jugendherbergen des Deutschen Jugendherbergswerkes immer stärker marktorientiert. So sind viele Jugendherbergen auf kommerziellen Plattformen buchbar und ähnliche Produkte werden über andere Vertriebswege angeboten. Mit dieser Begründung greift die gewerbliche Konkurrenz immer stärker die (steuerlichen) Privilegien des DJH an, unter anderem auch durch eine Beschwerde bei der EU-Kommission wegen unzulässiger Beihilfen.

## Youth Hostels

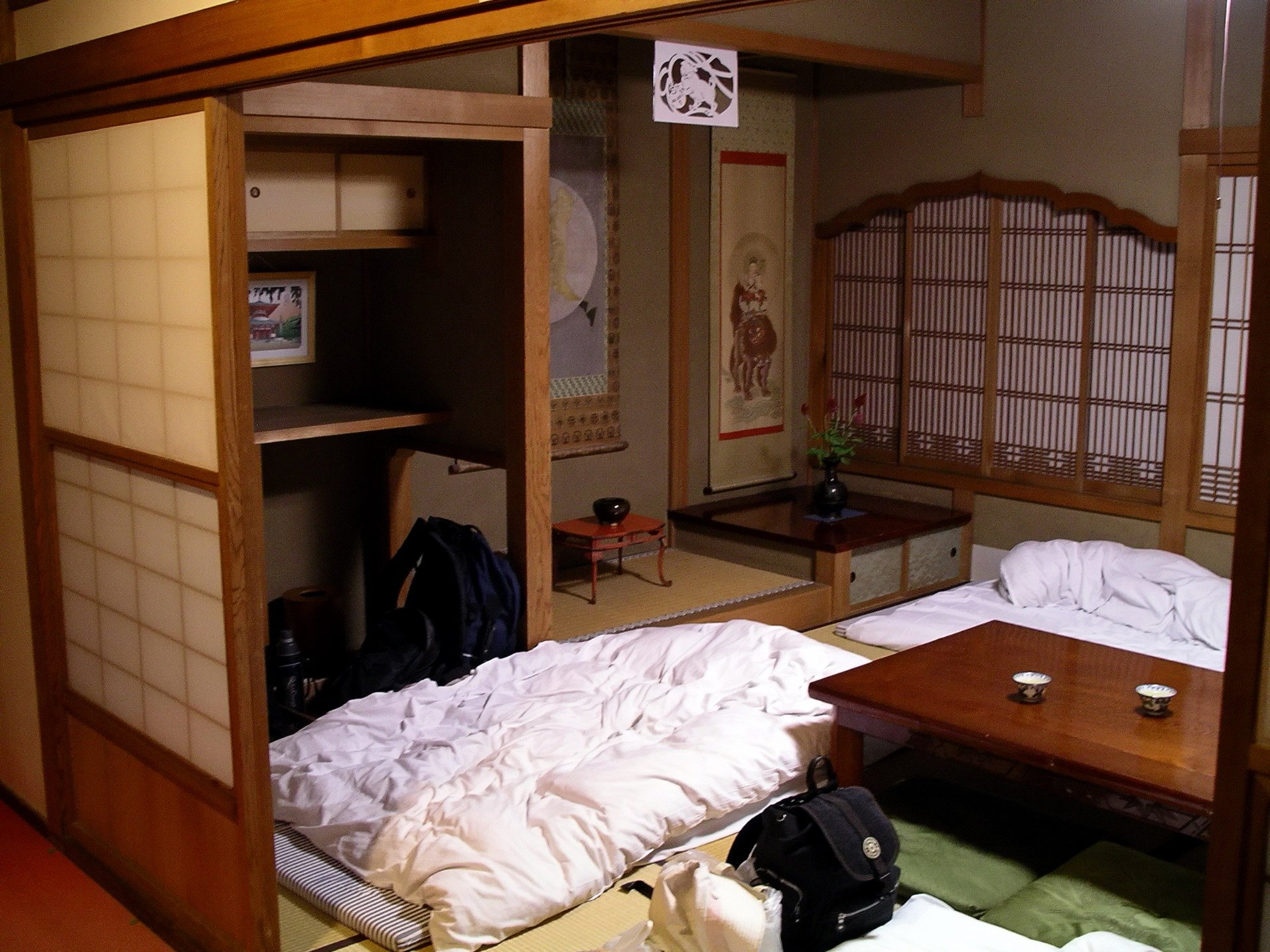
Raum eines japanischen Youth Hostels

Youth Hostel ist die englischsprachige Bezeichnung für Jugendherberge. Daher bezeichnet das Wort in englischsprachigen Ländern wie Neuseeland, Australien, Großbritannien oder Südafrika Herbergen des jeweiligen Jugendherbergsverbandes. Die 21 Youth Hostels in der Republik Irland firmieren unter dem gälischen Namen An Óige („Jugend“).

## Verwandte Themen
- Gastgeberdienste sind preisliche Alternativen zu Jugendherbergen
- Hostels sind preisgünstige, sehr einfache Unterkünfte
- Jugendburgen sind alternative Unterkünfte für Pfadfinder und andere Jugendbewegte.
- Kinder- und Jugenderholungszentren (KiEZ) sind preisgünstige Unterkünfte speziell für Kinder- und Jugendgruppen
- In Österreich wurden zahlreiche Jugendherbergen zu Jugend- und Familiengästehäusern. Aus diesen und anderen Häusern entstand ab 1991 die Kette JUFA-Hotels. Gründer des 1. Jugend- und Familienhotels (1991 in Graz), heute Geschäftsführer und Vorstand der JUFA-Hotels Holding ist Gerhard Wendl (* 30. Juni 1963, Elektrikerlehre, Soziologiestudium). Die Häuser werden unterschiedlich durch die Holding selbst oder durch Pächter betrieben. Die Holding ist Eigentümer oder Miteigentümer. 2019 – vor der Coronakrise – wurden 90 Mio. Euro Jahresumsatz mit 1,6 Mio. Übernachtungen angepeilt. 50 Häuser sind in Österreich, 11 in Deutschland, zwei in Ungarn, eines in Liechtenstein und eines in der Schweiz. Hinter der Holding steht eine gemeinnützige Stiftung.[16]

## Sonstiges
Mit einer 55-Cent-Briefmarke ‚100 Jahre Jugendherbergen‘ und einer 10-Euro-Silber-Gedenkmünze (Prägestätte Karlsruhe, Gewicht 18 Gramm) würdigte die Bundesrepublik Deutschland das Jubiläum des DJH. Erstausgabetag war der 13. August 2009.